# マリーズビル (ペンシルベニア州)
マリーズビル（英: Murrysville）は、アメリカ合衆国ペンシルベニア州のウェストモアランド郡にある町（ボロ）。人口は2万1006人（2020年）。1976年8月にホームルール自治体となった。

## 地理
マリーズビルは北緯40度26分5秒 西経79度39分24秒 / 北緯40.43472度 西経79.65667度 (40.434828, -79.656724)に位置している。ピッツバーグ市からは東にアメリカ国道22号線で約20マイル (32 km) にあり、ウェストモアランド郡とアレゲニー郡の郡境のすぐ東に位置している。マリーズビルは、モンロービルにある州間高速道路376号線の東端で、アメリカ国道22号線の東行き標識に明示される行き先となっている。
アメリカ合衆国国勢調査局に拠れば、領域全面積は36.9平方マイル (96 km2)であり、このうち陸地36.9平方マイル (96 km2)、水域率は0.03%である
マリーズビルの中にある地区としては、マリーズビルハイツ、ヘザーハイランズ、フランクリンエステイツ、ダニングタウン、ニューロンズバーグ、リンガータウン、サーディス、ホワイトバレーがある。別の自治体であるイクスポート・ボロがマリーズビルに取り囲まれる形で存在している。

## 政府
マリーズビルは2年毎に改選される首長が統治しており、行政と管理の権限をもっている。また7人の委員で構成され、立法権限がある立法委員会があり、委員の任期は4年間である。
1970年代半ばに、マリーズビルはタウンシップから、ボロ、ホームルール自治体と3つの形態を経験し、さらに名称もフランクリン・タウンシップからフランクリン・ボロ、マリーズビル・ボロ、マリーズビル自治体と3度も変えた。1976年からマリーズビル自治体としてホームルール憲章の下に運営されている。

## 人口動態
以下は2000年国勢調査による人口統計データである。
| 基礎データ - 人口: 18,872 人 - 世帯数: 7,083 世帯 - 家族数: 5,630 家族 - 人口密度: 197.3人/km2（511.0 人/mi2） - 住居数: 7,396 軒 - 住居密度: 77.3軒/km2（200.3 軒/mi2） 人種別人口構成 - 白人: 95.38% - アフリカン・アメリカン: 0.61% - ネイティブ・アメリカン: 0.05% - アジア人: 3.28% - 太平洋諸島系: 0.01% - その他の人種: 0.16% - 混血: 0.50% - ヒスパニック・ラテン系: 0.56% 年齢別人口構成 - 18歳未満: 24.9% - 18-24歳: 4.9% - 25-44歳: 24.3% - 45-64歳: 30.3% - 65歳以上: 15.6% - 年齢の中央値: 43歳 - 性比（女性100人あたり男性の人口） - 総人口: 97.9 - 18歳以上: 93.1 | 世帯と家族（対世帯数） - 18歳未満の子供がいる: 34.5% - 結婚・同居している夫婦: 71.8% - 未婚・離婚・死別女性が世帯主: 5.5% - 非家族世帯: 20.5% - 単身世帯: 18.4% - 65歳以上の老人1人暮らし: 9.0% - 平均構成人数 - 世帯: 2.63人 - 家族: 3.01人 収入と家計 - 収入の中央値 - 世帯: 64,071米ドル - 家族: 72,740米ドル - 性別 - 男性: 58,553米ドル - 女性: 32,567米ドル - 人口1人あたり収入: 32,017米ドル - 貧困線以下 - 対人口: 2.8% - 対家族数: 2.2% - 18歳未満: 3.1% - 65歳以上: 3.9% |

## 教育
マリーズビルの公共教育はフランクリン地域教育学区が管轄している。この学区は小学校3校、中学校1校、高校1校、計5校を運営している。フランクリン地域高校は「ペンシルベニア州で成績の良い公立高校50傑」に挙げられている。マリーズビルは犯罪率が平均より低いが、2014年4月9日、フランクリン地域高校で無差別殺傷事件が起こり、生徒と守衛の21人が負傷した。
私立学校は、マザー・オブ・ソローズ・カトリック学校がある。

## 著名な出身者
- ジュリー・ベンツ（1972年 - ）、女優、2006年からのテレビ番組『デクスター 警察官は殺人鬼』に出演し、サテライト賞・助演女優賞を受賞
- ケン・モッカ、メジャーリーグベースボール選手（ピッツバーグ・パイレーツ、中日ドラゴンズ他）、監督（ミルウォーキー・ブルワーズ他）

## 地元の特徴
ヘイメイカー・ガス井戸は国内初の商業用天然ガス井戸となった。世界最大の産出量を誇った時期もあった。
1933年からマリーズビルの綴りを樹木を使って表した標識がある。この表示は地元のボーイスカウトが文字の形に植樹して作った。場所は大きな丘の上にあるので、国道22号線をモンロービルとの町境から入ってくると見ることができる。1947年、"Ripley's Believe It Or Not" とする樹木の表示ができ、世界最大の樹木による標識となった。現在では世界最大でも国内最大でもなくなった。マリーズビルの "Y" 字はヘイメイカーガス井戸を指し示している。